# Teleferica di Santorini
La teleferica di Santorini  (in greco Τελεφερίκ Σαντορίνης, Teleferìk Santorìnis) è una cabinovia che collega il porto con la città di Fira (situata a 220 m s.l.m.), sull'isola di Santorini in Grecia.

## Storia
La cabinovia venne costruita nel 1979 dall'armatore greco Evangelos Nomikos, che tramite la propria Fondazione Loula & Evangelos Nomikos la donò alle 14 comunità dell'isola di Santorini.
La cabinovia venne realizzata dall'azienda Doppelmayr e ha una capacità di trasporto di 1.200 persone all'ora (600 passeggeri per tratta). Il servizio è operato con due grappoli composti da sei cabine ciascuno, con modalità "va e vieni", non essendoci il girostazione. Il tempo di percorrenza è di tre minuti.